# Gordon Parks
Gordon Roger Alexander Buchanan Parks (Fort Scott (Kansas), 30 november 1912 – New York, 7 maart 2006) was een Amerikaans fotograaf, filmregisseur, schrijver, dichter en componist.
In deze laatste hoedanigheid was hij de eerste belangrijke zwarte filmregisseur van de Verenigde Staten. Hij is vooral bekend geworden vanwege zijn fotoreportages die hij in de periode van 1948 tot 1968 voor het tijdschrift Life maakte en de film Shaft uit 1971. Daarnaast schreef hij boeken over fotografie, autobiografische werken, romans en poëzie; tevens componeerde hij muziek.
Hij was de jongste zoon uit een gezin met vijftien kinderen. Na een aantal verschillende baantjes begon hij op 25-jarige leeftijd als freelance-fotograaf met een tweedehandscamera. Hij werkte een tijd lang als fotograaf voor de Farm Security Administration, om de sociale en culturele toestand op het Amerikaanse platteland vast te leggen. Later vestigde hij zich als modefotograaf in Chicago, en ging na enige tijd werken voor het magazine Vogue. In 1948 stapte hij over naar Life. Voor dit magazine maakte hij fotoreportages over allerlei onderwerpen, maar het bekendst zijn die over sociale misstanden en armoede in de Verenigde Staten en andere landen en over de burgerrechtenbeweging van de zwarte Amerikaanse bevolking.
In 1969 verscheen zijn eerste belangrijke film, The Learning Tree, gebaseerd op zijn eigen autobiografische roman met dezelfde naam. Twee jaar later maakte hij Shaft, een van de eerste zogenaamde blaxploitation-films, met de bekende titelsong, Theme from Shaft van Isaac Hayes.
Zijn zoon, Gordon Parks jr., maakte in 1972 een andere bekende blaxploitation-film, Super Fly, waarvoor Curtis Mayfield de titelsong schreef. Zelf maakte Gordon Parks in 1972 een vervolg op Shaft, getiteld Shaft's Big Score, waarvoor hij ook de muziek schreef. In 1976 maakte hij nog een biografische film over de blueszanger Leadbelly.
The Learning Tree was een van de eerste 25 films die werden opgenomen in het Amerikaanse National Film Registry, toen dit in 1989 werd opgericht.
Gordon Parks stierf op 93-jarige leeftijd.